# 막돼먹은 영애씨 2
《막돼먹은 영애씨 2》는 tvN에서 2007년 9월 7일부터 2007년 12월 21일까지 방영했으며, 《막돼먹은 영애씨》 시리즈 중 두 번째 드라마다.

## 소개
대한민국 평균 여성 이영애의 고군분투 이야기

## 등장 인물

### 영애네 가족
- 김현숙 : 이영애(30세) 역 - 아름다운 사람들 디자이너
- 정다혜 : 이영채(23세) 역 - 동생(둘째), 체육교육과 3학년
- 송민형 : 이귀현(59세) 역 - 아버지, 영어교사 은퇴
- 김정하 : 김정아(54세) 역 - 어머니, 가정주부

### 영애네 사무실
- 유형관 : 유형관 역 - 아름다운 사람들 사장, 기러기아빠
- 윤서현 : 윤서현(34세) 역 - 아름다운 사람들 영업과장, 미혼, 사장과 대학동문이자 같은 군부대 출신
- 정지순 : 정지순 역 - 아름다운 사람들 영업대리, 별칭 개지순
- 임서연 : 변지원(30세) 역 - 아름다운 사람들 디자이너, 이혼녀, 영애와 대학동기이자 절친한 친구
- 최원준 : 최원준(26세) 역 - 아름다운 사람들 디자이너, 최대 광고주 최가네 보쌈집 아들, 별칭 도련님

### 주변 인물
- 김나영 : 김나영(23세) 역 - 영채의 친구, 혁규의 여동생
- 고세원 : 김혁규 역 - 나영의 오빠, 영채의 남자친구

### 그 외
- 김치국 : 김치국 역 - 영애의 대학 선배이자 남자친구
- 강수영 : 강수영 역 - 영채의 시어머니
- 이환구
- 김동화
- 김현진
- 송경화
- 윤태보
- 박상혁
- 황민호
- 이태인
- 배광두
- 장주억
- 손희순
- 이훈희

## 회차별 부제
| 2007년 | 2007년    | 2007년                           |
| 회차   | 방송일자  | 부제                             |
| ------ | --------- | -------------------------------- |
| 제1회  | 9월 7일   | 시작부터 개끗발                  |
| 제2회  | 9월 14일  | 뒤집힌 속과 뒤집힌 브래지어      |
| 제3회  | 9월 21일  | 더도 말고 덜도 말고... 아님 말고 |
| 제4회  | 9월 28일  | 꿩도 못 먹고, 알도 못 먹고...    |
| 제5회  | 10월 5일  | 영애는 남보다 비를 더 맞는다     |
| 제6회  | 10월 12일 | 통~ 하고 싶은 밤                 |
| 제7회  | 10월 19일 | 짧은 쾌락 기나긴 후회            |
| 제8회  | 10월 26일 | 누군가 웃으면 누군가는 운다      |
| 제9회  | 11월 2일  | 서른살, 더블침대...첫 경험       |
| 제10회 | 11월 9일  | 님을 향한 몸부림                 |
| 제11회 | 11월 16일 | 밉상, 진상, 속상 그래서 술상     |
| 제12회 | 11월 23일 | 뜨겁게 사랑하고 드~럽게 헤어지다 |
| 제13회 | 11월 30일 | 잘라주세요, 미련까지!            |
| 제14회 | 12월 7일  | 도련님 미안해                    |
| 제15회 | 12월 14일 | 사랑이 다른 사랑으로 잊혀지네    |
| 제16회 | 12월 21일 | 해피 엔드? Happy, And!           |